# Giovanni Innocenzo Martinelli
Giovanni Innocenzo Martinelli OFM (ur. 5 lutego 1942 w Al-Chadra, Libia, zm. 30 grudnia 2019) – włoski duchowny katolicki, emerytowany wikariusz apostolski Trypolisu w Libii.

## Życiorys
Święcenia kapłańskie otrzymał 28 lipca 1967 w zakonie Braci Mniejszych Franciszkanów.

## Episkopat
3 maja 1985 papież Jan Paweł II mianował go wikariuszem apostolskim Trypolisu w Libii z tytularną stolicą Tabuda. Sakry biskupiej udzielił mu 4 października 1985 arcybiskup tytularny Celene Gabriel Montalvo Higuera.
5 lutego 2017 przeszedł na emeryturę.
W 1999 odznaczony Krzyżem Oficerskim Orderu Zasługi Rzeczypospolitej Polskiej.